# Zé Roberto
José Roberto da Silva Jr. (n. 6 iulie 1974 în Ipiranga), cunoscut mai mult ca Zé Roberto, este un fotbalist brazilian retras din activitate, ultima dată evoluând ca fundaș stânga la echipa Palmeiras din Série A (Brazilia). De unde s-a și retras din activitate în 2017 la vârsta de 43 de ani.

## Palmares
Bayern München
- Bundesliga: 2002–03, 2004–05, 2005–06, 2007–08
- DFB-Pokal: 2002–03, 2004–05, 2005–06, 2007–08
- DFL-Ligapokal: 2004, 2007

Real Madrid
- La Liga: 1996–97
- Supercopa de España: 1997

Santos FC
- Campeonato Paulista: 2007

Al-Gharafa
- Emir of Qatar Cup: 2012

Echipa națională de fotbal a Braziliei
- Copa América: 1997, 1999
- Cupa Confederațiilor FIFA: 1997, 2005

Argint: 1999
- CONCACAF Gold Cup:

Argint: 1996
- Lunar New Year Cup: 2005